# Johann Friedrich Karl von Alvensleben

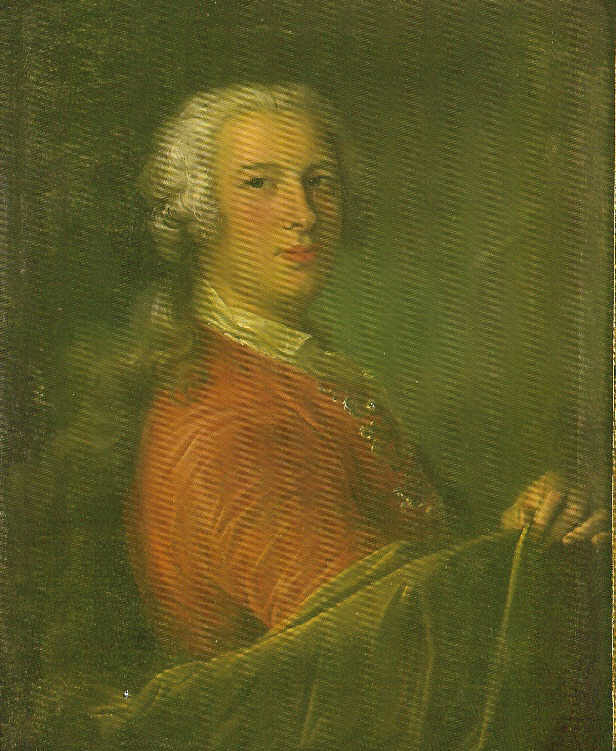
Johann Friedrich Karl von Alvensleben

Johann Friedrich Karl von Alvensleben (* 26. Oktober 1714 in Magdeburg; † 16. Mai 1795 in Ham Common, England) war ein britisch-hannoverscher Minister.

## Leben
Er entstammte der niederdeutschen Adelsfamilie von Alvensleben und wurde in Magdeburg als ältester Sohn des späteren Ministers Rudolf Anton von Alvensleben (1688–1737) und der Eleonora von Dieskau (1685–1721) geboren, studierte an der Universität Helmstedt und war anschließend am Reichskammergericht in Wetzlar tätig. 1736 erhielt er eine Berufung als Kammerrat nach Hannover. 1745 ging er als kurhannoverscher Gesandter nach Dresden, 1754 als Landdrost und Konsistorialpräsident nach Ratzeburg.
1771 ernannte ihn König Georg III. von Großbritannien zum Wirklichen Geheimen Staatsminister und berief ihn als „Chef der Deutschen Kanzlei“ (Minister für hannoversche Angelegenheiten) nach London. Dort wirkte er bis zu seinem Lebensende. Er starb unverheiratet im Alter von 81 Jahren am 16. Mai 1795 auf seinem Landsitz Ham Common bei London und wurde in den Gewölben der deutschen Marienkirche in London beigesetzt.
Alvensleben stammte aus Neugattersleben und erbte das väterliche Gut Randau bei Magdeburg. Dort baute er nach 1742 ein neues Wohnhaus, verschiedene Wirtschaftsgebäude, einige Arbeiterhäuser, eine Molkerei, eine Windmühle, ein Predigerwitwenhaus und mehrere Kolonistenhäuser. Er erbte später auch Schloss Hundisburg, das nach ihm an seinen Neffen, den preußischen Ersten Minister Philipp Karl von Alvensleben fiel.